# Lusailstadion
Het Lusailstadion (Arabisch: ملعب لوسيل الدولي) is een multifunctioneel stadion in Lusail, een stad in Qatar.
Er kunnen 88.966 toeschouwers in dit stadion tijdens het wereldkampioenschap voetbal 2022. Wanneer het wereldkampioenschap voetbal afgelopen is, zal het stadion in capaciteit worden teruggebracht. Ook zal het voor veel andere dingen gebruikt gaan worden. Onder andere scholen, cafés, sportfaciliteiten en een winkelcentrum.

## Bouw
De bouw van het stadion begon in april 2017. Bij de bouw van het stadion is architectenbureau Foster + Partners betrokken. het stadion is gebouwd door een Chinees bedrijf, China Railway Construction Corporation. Bij het ontwerpen van het stadion heeft men zich laten inspireren door het samenspel van licht en schaduw dat zichtbaar wordt bij een (oosterse) kaarslantaarn of -lamp. Het stadion heeft verder de cirkelvormige basis. Om het stadion heen komt een gracht. De opening van het stadion zou eerst in december 2020 zijn, maar dat werd met bijna een jaar verschoven naar 22 november 2021.

## Internationale toernooien

### Wereldkampioenschap voetbal 2022
Tijdens het wereldkampioenschap voetbal werden tien wedstrijden in dit stadion gespeeld worden. Zes groepswedstrijden en vier wedstrijden in knock-outfase van het toernooi. Op 18 december 2022 werd in dit stadion de finale gespeeld tussen Argentinië en Frankrijk.
| Datum            | Tijd  | Thuisteam     | Uitslag | Uitteam       | Competitie     | Toeschouwers | Onderlingsresultaat |
| ---------------- | ----- | ------------- | ------- | ------------- | -------------- | ------------ | ------------------- |
| 22 november 2022 | 13:00 | Argentinië    | 1–2     | Saoedi-Arabië | Groepsfase     | 88.012       | onderling resultaat |
| 24 november 2022 | 22:00 | Brazilië      | 2–0     | Servië        | Groepsfase     | 88.103       | onderling resultaat |
| 26 november 2022 | 22:00 | Argentinië    | 2–0     | Mexico        | Groepsfase     | 88.966       | onderling resultaat |
| 28 november 2022 | 22:00 | Portugal      | 2–0     | Uruguay       | Groepsfase     | 88.668       | onderling resultaat |
| 30 november 2022 | 22:00 | Saoedi-Arabië | 1–2     | Mexico        | Groepsfase     | 84.985       | onderling resultaat |
| 2 december 2022  | 22:00 | Kameroen      | 1–0     | Brazilië      | Groepsfase     | 85.986       | onderling resultaat |
| 6 december 2022  | 22:00 | Portugal      | 6–1     | Zwitserland   | Achtste finale | 83.268       | onderling resultaat |
| 9 december 2022  | 22:00 | Nederland     | 2–2     | Argentinië    | Kwartfinale    | 88.235       | onderling resultaat |
| 13 december 2022 | 22:00 | Argentinië    | 3–0     | Kroatië       | Halve finale   | 88.966       | onderling resultaat |
| 18 december 2022 | 18:00 | Argentinië    | 3–3     | Frankrijk     | Finale         | 88.966       | onderling resultaat |

### Aziatisch kampioenschap voetbal 2023
Tijdens Aziatisch kampioenschap voetbal 2023 werden er twee wedstrijden in dit stadion gespeeld. De openingswedstrijd op 12 januari 2024 en de finale op 10 februari 2024. Voorafgaand aan de openingswedstrijd vond de openingsceremonie plaats.
| Datum            | Tijd  | Thuisteam | Uitslag | Uitteam | Competitie | Toeschouwers | Onderlingsresultaat |
| ---------------- | ----- | --------- | ------- | ------- | ---------- | ------------ | ------------------- |
| 13 januari 2024  | 19:00 | Qatar     | 3–0     | Libanon | Groepsfase | 82.490       | onderling resultaat |
| 10 februari 2024 | 18:00 | Jordanië  | 1–3     | Qatar   | Finale     | 86.492       | onderling resultaat |

Lusailstadion (Lusail) · Al Baytstadion (Al Khawr) · Al Thumamastadion (Doha) · Stadion 974 (Doha) · Al Janoubstadion (Al Wakrah) · Education Citystadion (Al Rayyan) · Khalifastadion (Al Rayyan) · Al Rayyanstadion (Al Rayyan)